# 欧伟杰

欧伟杰（1989年5月9日—）是位馬來西亞活跃的科技研发发明家，创业家和政治家。现任民主行动党万宜社青团政治教育主任与雪蘭莪州社青团公共投诉及服务局副主席，身兼雪兰莪无拉港选区动力青年委员会财政。2019-2020间，曾被委任为加影市议会11区（MPKj Pebt）青年创业与就业主任、蕉赖十一哩村委会工程委员， 2022-2023年间被马来西亚副财政部长委任为其党务秘书，与2024年后被委任为加影医院巡查员以及行动党副秘书长的党务委员。

## 政治生涯
欧伟杰在2019年就加入民主行动党。2019年，擔任民主行动党社會主義青年團万宜政治教育主任,及2020年当选连任该职位。2021年，受委為雪兰莪行動黨社青团投诉局副主席。

## 公共服务及投诉局
欧伟杰是在2021年，当雪兰莪州行动党社青团公共服务及投诉局成立时被委任为该局的副主席。任期内，已经接获和解决了两百多宗的社会课题。

### 网红诈骗案
（吉隆坡27日讯）百万网红疑陷财务危机，骗取粉丝顾客数万令吉整骨费！截至目前，受骗事主达32人，其中有10名事主在雪州社青团公共服务及投诉局陪同下，透过线上记者会揭露有关事件。相信随著事件曝光，受害者人数会持续增加。据了解，该名整骨大师在抖音的追踪人数高达110万人，号称好手艺，并能协助产后妇女调整骨盘等服务，不仅博得顾客信任，还有风趣幽默的作风，也吸引不少粉丝追看视频。惟至今年3月份起，她私下向顾客兜售由其亲自下手“整骨”配套，岂料在收款后，便开始以各种理由推托工作，事后更直接断联。事主李小姐表示，本身与母亲曾支付数千令吉的整骨费用，期间的确接受过数次整骨服务，未料疗程还未结束，对方便失联。

### 情侣虐待案
（加影3日訊）只要不肯親熱，女中醫師下場痛苦，會遭受男友暴力傷害，腳踩腹部、頸項，身心受到嚴重摧殘，她一個月內向警方報案4次求助，警方卻無動於衷。40歲事主黃小姐在一年前與48歲男友交往，開始時是甜蜜戀愛，後來她漸漸發現，只要拒絕親熱，男友情緒波動很大，除了對她語言暴力，近期情況更糟，先後4次被打傷幾乎要她的命，尤其是頸項和腹部被男友猜踩傷那一幕，陰影永抹不去。

### 房屋贷款案
（蕉赖21日讯）  修车员为圆购屋梦，先掉入网上银行借贷骗局被骗3万令吉，后再借大耳窿欲偿还债务，落得终日被骚扰威胁的窘境。
事主周凌忠（38岁，修车工）今日在雪州社青团公共服务及投诉局同下召开记者会指出，本身与老婆孩子租屋多年，近来萌起购屋念头，于是上月中透过网络平台接洽银行进行个人贷款，打算借6万令吉作为房子头期，但购屋美梦换来却是噩梦连连。
他说，当时一举接洽了3间不同银行，却都要求他汇款作为借贷申请费、手续费等，并承诺费用事后会原银奉还，前后他就给3银行汇款了总额约3万令吉。“3万令吉里，除了我从i-Sinar计划领取的公积金1800令吉，几乎大部分都是向亲友借的。然而两周后的3月杪，我开始联系不上他们才发现被骗了。”他说，急于凑钱把钱还亲友之际，4月初就有自称是“合法准证线上贷款公司”联系他。

### 校园感染案
马汉顺:多属校外感染 雪隆区暂不关校，尽管近期越来越多学校传出确诊病例，不过教育部副部长拿督马汉顺今天强调，至今为止多数确诊病例都是在校外感染，至今没有学校爆发感染群。因此现阶段，教育部没有打算关闭雪隆地区的学校，一切等候卫生部指示。
不过在这同时，雪州社青团则是促请教育部下放权力，由校方自行根据各校情况，定夺是否关闭学校。

### 线上代理案
（吉隆坡15日讯）家庭主妇为赚外快成为网购代理，以为只需刷好评就能够获得高回酬，未料掉入“聊天室骗局”一天内多次转账痛失2097令吉。
来自吉隆坡的黎女士表示，上周六（10日）在通讯软体获一则“可赚取8000令吉报酬工作机会”讯息。
“周日闲来又好奇，我点击此招揽兼职网购代理（online purchase agent）讯息，并回复感兴趣，接著我被加入两个群聊室，分别是‘网购代理’和‘客服’群组，均利用了某网购平台商标。”
她说，周日当天就成为会员，而客服群聊发出任务，即点击相关网购平台的商品链接，购买该项产品，惟要付款时，却被指示不要使用相关网络平台付款，而是汇款到指定的私人户头。
“他们说，此举是为了提升产品好评。答应完成后，会原银奉还且附上8%回酬，前两项商品各别39令吉和149令吉，确实当下就拿回本金和8%报酬。”
她说，对方说服她“跃升为VIP成员”届时报酬15%，一时贪念促使，再汇款第三项399令吉商品。
“不过，我完成了第三至第五项商品的转帐后，却迟迟那不会本金及回酬，对方甚至不断要求我加额，我才意识到不对劲。”

### 手机配套案
(加影23日讯）收500令吉为别人签手机配套，妇女与家人朋友共4人，一起背债约2万8000令吉！41岁房地产经纪陈女士今年1月受友人邀请“找钱”，替友人签下苹果iPhone11手机配套，从中收取500令吉回酬；由于“相信有钱赚”，妇女与丈夫、弟弟及弟弟朋友也加入，各自签下约7000令吉的手机配套，结果遭电讯公司追讨高达7000令吉的手机费与违约金。陈女士感觉受骗，今日在雪州社青团公共服务与投诉局，以及友人李俊铭陪同下召开记者会，希望邀他们签配套的友人现身解决问题。陈女士说，这名男性友人在一家桌球中心工作，事后已失联。

### 啊窿恐吓案
（加影17日讯）（加影17日讯）儿子钱不够用，向网上大耳窿先后借了1000令吉，因为无力还款，慈父代还债4000令吉，但大耳窿不满意，狮子开大口索价3万令吉才算还清债务，不然烧屋侍候。 事主侯国通（56岁）是住在蕉赖皇冠城，他之前租用的店铺和家里已遭受大耳窿泼红漆，在店面还贴上纸条，警告他“这是最后警告，欠钱不还就是汽油弹”。

### 钱骡租借案
（吉隆坡15日讯）不少民众尤其是青年，因此踏上“钱骡”歧途，他们的行为不仅触犯法律，更可能因此遭银行方面列入黑名单，未来要申请贷款或其他事务，皆寸步难行。全国警察商业罪案调查局总监拿督再努丁曾警告，将本身的银行卡及户头授权给不法集团用作非法用途的钱骡，一旦被拘捕，同样面对刑事罪名。一旦罪名成立，钱骡可被判监禁最高5年及与罚款，或两者兼施。根据警方数据，截至10月9日，逾8万个“钱骡户头”过去两年内，遭不法集团利用进行网络诈骗活动。去年有1万8130个钱驴户头被查封与冻结，今年截至10月9日，则有1万6429个户头。去年提控6409名户头用户，今年截至10月9日有3176人被提控，他们抵触刑事法典第412条文（非法接收赃物）与1955年轻微犯罪法令29（1）条文。

### 十年家暴案
（加影8日讯）36岁华裔少妇过去逾10年遭暴力丈夫多次殴打，过去温柔的双手转眼成了攻击家人的可怕“武器”，为了自身与孩子的安全，少妇在孩子鼓励下，逃出魔掌。女事主欧女士过去10年强忍受辱，直到丈夫的暴力魔掌伸至两名分别13岁和16岁孩子身上，而且情况越来越严重后，终于决定结束这段心酸婚姻，并报警举报丈夫。欧女士说，38岁的林姓丈夫是名电视安装技术员，两人育有3名孩子，13岁儿子和16岁女儿都曾遭他家暴，另外还有一名2岁儿子她说，丈夫有酗酒恶习，每次喝酒后会辱骂甚至殴打她和孩子，让她与孩子终日活在恐惧中

### 伪慈善骗案
(吉隆坡10日讯）某慈善众筹平台在未经允许下利用弱势群体筹钱，甚至在社交媒体撰文加油添醋，捏造不实详情怂恿大众捐钱。
约有60户来自吉隆坡半山芭斯里雪兰莪组屋的居民深受其害，其中有10名受害者今日（18日）前往何清园警局报警，揭发该慈善众筹平台的真面目。
受害者披露，该慈善机构在社交媒体上撰写不实资料，已经导致他们遭受亲友误会与非议。
其中一名受害者梅先生（55岁）指出，该慈善机构是在今年9月到访其住家。他们拜访家中残疾的表弟和捐赠物资后，还拍照存档。数月后，他就接获朋友通知，指在脸书看到他们的照片和要筹钱的消息。他强调，他并没有授权该团体帮他们筹钱，但该慈善机构却在其专页，利用表弟的照片来筹钱。

### 单亲爸爸案
（加影17日讯）从事装修行业的单亲爸爸受到2019冠状病毒疫情影响失去收入，通过面簿借钱不遂反失2000令吉，老千还上门恐吓强奸其5岁女儿,事主游立发（40岁）因疫情关系失去收入，上周通过面簿被一个冒充金融公司的放贷广告吸引，有意借5万令吉周转。他于是应要求汇入500令吉手续费到对方指定银行户头。 对方收款后表示贷款已批，需要付1500令吉印花税，他只好向哥哥借钱，请哥哥帮忙汇款。

### 银行密码案
(加影5日讯）没收到一次性密码（OTP），财务规划师信用卡被盗刷7649令吉！事主蓝婯瑗于7月14日收到银行的短讯通知，追讨7000多令吉卡债，才惊觉知道自己的信用卡在7月3日被盗刷7649令吉。她随后向银行了解有关交易记录，获悉这笔交易属于网购服装消费，而刷卡公司来自吉打。

### 退休金骗案
（加影7日讯）诈骗集团冒充银行发送转账验证码（TAC）诱饵，让一名70岁退休人士误信银行个人户头被骇，3天内被“转走”28万令吉。 该名华裔事主在事后发现两个银行储蓄户头分别剩下两百多及约3万令吉，日前向警方报案要求介入调查后，因警方在这几天的调查工作毫无进展而不满，继而透过朋友向行动党社青团局求助。

### 孝女贷款案
(吉隆坡2日讯）孝心女通过线上贷款协助父亲租用的士，但钱没到手就被骗走约5000令吉，最后还是在另一名大耳窿的“提醒”下，方知晓坠入骗局！
事主吴女士（27岁，书记）家中有一名行动不便的母亲与一名67岁的父亲。其父亲曾是的士司机，后转至Grab电召车，较后因为乘客无理投诉而痛失饭碗。事主说，父亲过后有尝试在其他平台从事电召车司机，但是生意惨淡，所以她希望租用一辆的士给父亲，给他一个惊喜。她说，租用的士要数千令吉，所以她在9月29日尝试线上贷款5000令吉，但对方怂恿她借1万令吉，分3年供期，每月还319令吉，利息则是1年5%。”
“我不清楚线上贷款是否合法，但是我到最后都没有拿到钱。贷款时，对方说我没有借贷记录，难以批准，要求我支付1000令吉。

### 阿窿追讨案
(八打灵再也17日讯）嗜赌男子年头欠下赌债，家人为其偿还后，即登报脱离关系，然而男子死性不改，于行动管制令期间再次欠下大耳窿债务，更招惹阿窿上门向其家人住家泼红漆，然而其家人坚持不再承担债务，更促阿窿自己找借债人讨债。徐女士（63岁，茶室业者）指出，她在6月接获一通电话，对方表示其排行第三的儿子林氏（40岁）欠钱不还，要他们负责，还传来家人的照片，指他们是老千。“林氏在去年曾经欠下赌债5万令吉，我们在今年1月时，帮他还清这笔债，然后我就登报与这人脱离关系，以后他的一切事务与我们无关。”她指出，他们也因此没有理会上述电话的要求，直到9月10日晚上9时左右，就发现住家被人泼红漆，并前往报案。她说，林氏早前曾经和女儿一起经营茶餐室，不过在行动管制期间就已经倒闭。
“我怀疑他是沾染网上赌博恶习，因此才会再次欠债。”

### 新肥肥蟹案
（吉隆坡3日讯）著名螃蟹连餐厅Signature肥肥蟹无预警宣布倒闭，但这与持有30%股权的肥肥蟹有限公司董事兼创办人陈南君并无直接关系，两者所开的餐饮店分行注册在不同公司旗下，后者也没有直接参与前者的营运。

### 汽车续付案
（加影6日讯）华裔青年“汽车续付”（Sambung Bayar）卖车被骗致“车财两失”，反欠银行6万令吉车贷！现年34岁的事主吴家梁，从事业务销售员，并在2016年购入一辆价值9万6000令吉的4轮驱动车，月供1000令吉。吴家梁表示，由于转换工作，为减轻经济负担，故决定出售转让其汽车，并在母亲友人介绍下，于2018年8至9月份期间，托付一名中介协助售车事宜。

### 酒托诈骗案
（加影17日訊）近期不少寂寞單身男在管制令停工期間，透過交友軟件結識中國籍美女，並被誘到指定餐館或酒吧見面，結果墜入“ 酒托 ”陷阱，被迫付出上千令吉而深感被騙。
據知，本地“ 酒托 ”手法與中國“ 酒托 ”相似，由於涉及被迫交易，中國當局已將“ 酒托 ”列為詐騙，但本地沒有明確法律可以對付這類詐騙，因此不法集團遊走於法律灰色地帶，透過中國美女讓赴約的男子消費貴酒。

### 外卖诈骗案
（加影24日讯）老千致电叫外卖后，企图诈骗餐饮业者不成，出言恐吓若不合作将上门把业者“打爆头”，不过业者不上当，令老千诈骗伎俩失败。 据了解，有关老千在过去一星期里，先后向至少两名餐饮业者透过电话叫外卖，了解外卖总数后，却向业者提出不合情理要求，先把找钱款额汇入其户头，过后才安排人手到餐店付帐。 据悉，老千日前在蕉赖皇冠城向某餐店叫外卖，总数为220令吉50仙，但他要求业者先把170令吉汇入其户头，之后会再安排人手到餐店里拿取餐饮时支付400令吉，而业者拒绝奇怪要求，老千因不能得逞就刻意发怒，恐吓业者不合作就上门拿命。 据业者透露，他在周日下午4时接到老千来电预订外卖，分别是5包炸鸡饭、5包冷当鸡饭、5包鸡脚饭、5包特制牛肉饭及5包叉烧云吞面，之后要求他提供手机号码，老千过后在即时通讯服务WhatsApp提出上述不合理且奇怪的要求。

### 人间蒸发案
（加影24日讯）前年年底独身飞往菲律宾首都马尼拉寻找工作的华裔男子，去年4月突然人间蒸发，迄今毫无音讯，目前7岁女儿在姑姑代为照顾下虽然生活无忧，可是长大后面对求学或其他可能出现的问题。 该名住在友友花园（Taman Rakan）的男子何伟浩（35岁），与越南籍妻子已分开，双方未离婚，除了育有女儿，还有一个儿子在越南获得岳父母照顾，他为了增加收入，经过接洽而去了马尼拉工作。

### 非法陪月案
（加影21日讯）鱼丸粉、瓦煲伊面、意大利面、罐头黄豆、这些是月子餐吗？
一名产妇向双溪龙一间陪月中心购买一个价值8299令吉的陪月配套，没想到陪月中心天天提供一般在茶室都吃得到的面类，一点都没有产妇该吃到的补品或菜式，令她感到受骗。事主黄欣怡说，她是在今年3月购买有关配套，配套优惠价为7699令吉 ，她在两个月前生产后入住，没料到中心提供的月子餐差到难以接受。她说，该中心设在一间半独立式洋房，“店面”摆设了很多名贵药材，但却只供摆设，没有煮给产妇吃。她说，该中心提供给产妇的早餐包括清汤鱼丸粉、用罐头黄豆煮的西式早餐、用冷冻蔬菜粒炒饭、猪肉丸粉等等加工食品，午餐和晚餐则是酱油鸡、梅菜蒸肉饼、炸鸡，甚至是素食加工品，下午茶吃白糖糕和糖水。她算过，每餐都不超过10令吉。

### 借贷投资案
（加影19日讯）青年借贷投资股票，不料钱未赚到，先被老千骗走7033令吉！27岁电脑工程师陈劲豪早前尝试向银行申请12万令吉的个人贷款，作为投资股票的资金，但由于之前没有贷款记录，银行只能批2万至3万令吉贷款，于是事主上网寻找私人放贷公司，就此陷入老千圈套。事主在5月27日在网上向数家私人放贷公司填写了借贷资料，隔天接到其中一间公司的职员来电，要求他提供个人资料，之后他被通知12万令吉贷款获批，但需要付2%即2400令吉的贷款印花税于是他按照对方指示，把2400令吉汇入一个私人户头，之后对方再提出，公司发出贷款前必须先做“测验”，要事主先还6个月的贷款，即9800令吉，以“证明”事主有摊还贷款的能力。